# ローズニーズ・テリア
ローズニーズ・テリア（英：Roseneath Terrier）は、イギリスのスコットランド原産のテリア犬種である。

## 歴史
19世紀頃に作出された。この当時ホワイトの毛色のテリアは虚弱で臆病であるという迷信から処分されていたが、この迷信を覆すべく名犬種を作ろうと考えたブリーダーによって繁殖計画が立てられた。白い毛色のケアーン・テリアを集めてブリーディングを行い、時々ピトンウィーム・テリアの血も加えながら改良が行われ、作られた。ローズニーズは主にキツネ狩りに使われたが、迷信を覆し勇敢な性格を持ちキツネとも戦う事が出来たため、狩人たちにも興味を持たれて知名度が向上した。また、1809年にはイギリスで行われた重要なドッグショーに出場するまでになった。
しかし知名度が上がるにつれて姿のよく似たポルタロック・テリアと混同されるという問題が起こり、審査が行われた結果2犬種の違いがあまり明確でないとされ、統括が行われた。それによりローズニーズはポルタロックに吸収される形で消滅した。しかし、2犬種の融合により新たな犬種、ウエスト・ハイランド・ホワイト・テリアが誕生した。
ローズニーズとポルタロックの見分けは難しいが、2犬種の生い立ちが異なるという点や作出に使われていた犬種の違い、ブリード・スタンダード（犬種基準）の不一致があるため、これらはもとから別の犬種であったという事を証明する事が出来る。

## 特徴
外見はほとんどウエスト・ハイランド・ホワイト・テリアと変わらないが、性格は普段は非常に落ち着いていて物静かである。狩猟の際のみ勇猛果敢で攻撃的な性格に変化する。小さな立ち耳・長い垂れ尾でコートは硬いラフコート、毛色はホワイトに限られる。胴長短足で、地面に穴を掘るのが得意である。小型犬サイズだが、運動量は中型犬並みであったと言われている。